# Châteauroux Classic de l'Indre 2004
La 1re édition de la Châteauroux Classic de l'Indre a eu lieu le 22 août 2004. La course est classée en catégorie 1.3 par l'Union cycliste internationale.

## Classement final
|    | Coureur               | Pays             | Équipe                             |    | Temps           |
| -- | --------------------- | ---------------- | ---------------------------------- | -- | --------------- |
| 1  | Aliaksandr Kuschynski | Biélorussie      | Amore & Vita-Beretta               | en | 3 h 56 min 35 s |
| 2  | José Luis Rubiera     | Espagne          | US Postal Service-Berry Floor      |    | m.t.            |
| 3  | Cédric Hervé          | France           | Crédit agricole                    |    | m.t.            |
| 4  | Lénaïc Olivier        | France           | Auber 93                           |    | m.t.            |
| 5  | Luca Celli            | Italie           | Vini Caldirola-Nobili Rubinetterie |    | m.t.            |
| 6  | Florent Brard         | France           | Chocolade Jacques-Wincor Nixdorf   |    | m.t.            |
| 7  | Jean-Patrick Nazon    | France           | AG2R Prévoyance                    |    | m.t.            |
| 8  | Marco Zanotti         | Italie           | Vini Caldirola-Nobili Rubinetterie | +  | 12 s            |
| 9  | Tom Steels            | Belgique         | Landbouwkrediet-Colnago            |    | m.t.            |
| 10 | Julian Dean           | Nouvelle-Zélande | Crédit agricole                    |    | m.t.            |